# Stijn Vandenbergh
Stijn Vandenbergh (nascido em 25 de abril de 1984, em Oudenaarde) é um ciclista profissional bélgico, que atualmente corre para a equipe Etixx-Quick Step. Vandenbergh competiu na prova de estrada individual nos Jogos Olímpicos de Verão de 2012, não obtendo bom resultado.